# Friedrich Krabbe (Politiker, 1887)
Friedrich Krabbe (* 18. September 1887 in Buldern; † 13. Mai 1963 in Münster) war ein deutscher Kommunalpolitiker und ehrenamtlicher Landrat (Zentrum).

## Leben und Beruf
Nach dem Schulbesuch absolvierte er von 1903 bis 1908 in  Schlochau und in Berent eine Lehrerausbildung. Anschließend war er im Schuldienst als Volks- und Hilfsschullehrer tätig. Zuletzt war er  Rektor. Krabbe war verheiratet und hatte sechs Kinder.
Dem Kreistag des ehemaligen Landkreises Steinfurt gehörte er von 1946 bis 1954 an. Von Dezember 1950 bis November 1952 war er Landrat des Landkreises Steinfurt.
Am 9. September 1954 wurde ihm das Bundesverdienstkreuz 1. Klasse verliehen.